# Алмазбеков Бекназ Алмазбекович
Бекназ Алмазбекович Алмазбеков (кирг. Бекназ Алмазбеков; нар. 23 червня 2005, Бішкек, Киргизстан) — киргизький футболіст, лівий нападник львівського «Руху».

## Клубна кар'єра

### Бішкек
Народився в Киргизстані, але в дитинстві переїхав до Туреччини, оскільки його брат отримав пропозицію навчатися в тамтешньому університеті. Футболом займався на батьківщині в «Алзі» (Бішкек), звідки був запрошений приєднатися до «Галатасарая» незабаром після прибуття до Туреччини. Оскільки йому на той ще не виповнилося 18 років, цей крок потрапив під розслідування з боку УЄФА, який не знайшов жодного порушення, оскільки Алмазбеков не переїхав до Туреччини виключно з футбольними цілями.

### «Галатасарай»
У 2019 році, граючи за молодіжну команду «Галатасарая», потрапив у заголовки міжнародних ЗМІ, навмисно не реалізував пенальті, який, на його думку, суддя несправедливо призначив на користь його команди. Наступного року, після того як він продовжив свою хорошу форму в молодіжних командах «Галатасарая», АФК назвав його одним із найкращих молодих гравців Центральної Азії. 
У лютому 2022 року у 16-річному віці підвищений до першої команди. Неофіційно дебютував у програному (1:3) товариському матчі проти «Динамо» (Київ) у рамках Global Tour for Peace, в якому вийшов на заміну Емре Килинчу.
У вересні того ж року він названий англійською газетою The Guardian одним із найкращих гравців світу 2005 року народження.
У сезоні 2022/23 років став чемпіоном Суперліги у складі «Галатасарая». 30 травня 2023 року в переможному виїзному (4:1) поєдинку 36-го туру проти «Анкарагюджю», «Галатасарай» закріпив лідерство за 2 тижні до кінця першості та виграв 23-й чемпіонат у своїй історії.

### «Ллапі»
1 вересня 2024 року стало відомо, що Алмазбеков перебрався до «Ллапі» з Суперліги Косова, з яким підписав 3-річний контракт.

### «Рух» (Львів)
Наприкінці лютого 2025 року стало відомо, що до табору «Руху» пає прибути киргиз Бекназ Алмазбеков, з яким вже наступного дня львівський клуб підписав договір.

## Кар'єра в збірній
Виступав за юнацьку та молодіжну збірні Киргизстану. У травні 2022 року його викликали до національної збірної на матчі кваліфікації Кубка Азії 2023 року. 11 червня 2022 року дебютував за збірну Киргизстану у матчі кваліфікації Кубку Азії проти збірної М'янми.
4 січня 2024 року його ім'я з'явилося в списку 26 киргизьких гравців, відібраних для участі в Кубку Азії 2023 року. Тоді у віці вісімнадцяти з половиною років став наймолодшим гравцем, який брав участь у вище вказаному розіграші турніру.

## Особисте життя
Бекназ назвав колишнього гравця «Галатасарая» Уеслі Снейдера своїм кумиром.

## Статистика виступів у збірній

### По роках
Станом на 28 вересня 2022.
| Національна збірна | Рік     | Матчі | Голи |
| ------------------ | ------- | ----- | ---- |
| Киргизстан         | 2022    | 1     | 0    |
| Загалом            | Загалом | 1     | 0    |

### По матчах
| Дата      | Місто  | Господарі | Результат | Гості      | Турнір                    | Голи | Примітки |
| --------- | ------ | --------- | --------- | ---------- | ------------------------- | ---- | -------- |
| 11-6-2022 | Бішкек | М'янма    | 0 – 2     | Киргизстан | Відбір до Кубка Азії 2023 | -    | 74'      |
| Усього    |        | Матчів    | 1         |            | Голів                     | 0    |          |

## Досягнення
«Галатасарай»
- Суперліга Туреччини
  -  Чемпіон (1): 2022/23[18]